# Pine Valley (Nueva Jersey)
Pine Valley es un borough ubicado en el condado de Camden en el estado estadounidense de Nueva Jersey. En el año 2010 tenía una población de 12 habitantes y una densidad poblacional de 4,8 personas por km².

## Geografía
Pine Valley se encuentra ubicado en las coordenadas 39°47′18″N 74°58′20″O / 39.78833, -74.97222.

## Demografía
Según la Oficina del Censo en 2000 los ingresos medios por hogar en la localidad eran de $31,875 y los ingresos medios por familia eran $65,625. Los hombres tenían unos ingresos medios de $36,250 frente a los $52,500 para las mujeres. La renta per cápita para la localidad era de $23,981. El 0% de la población estaba por debajo del umbral de pobreza.